# 台湾石笔木
台湾石笔木（学名：Tutcheria taiwanica）为山茶科石笔木属下的一个种。

## 扩展阅读
- 維基物種上的相關：台湾石笔木